# Граф де Кампо-Реаль
Граф де Кампо-Реаль — испанский дворянский титул. Он был создан 29 июня 1653 года королем Испании Филиппом IV для Бельтрана Велеса де Гевары, вице-короля и капитан-генерала Сардинии.

## Графы де Кампо-Реаль
|                                             | Титул                                                      | Период                                      |
| Креация создана королем Испании Филиппом IV | Креация создана королем Испании Филиппом IV                | Креация создана королем Испании Филиппом IV |
| ------------------------------------------- | ---------------------------------------------------------- | ------------------------------------------- |
| I                                           | Бельтран Велес де Гевара (? — 1652)                        | 1653 — ?                                    |
| II                                          | Иньиго Мануэль Велес де Гевара (1642—1699)                 | ? — ?                                       |
| III                                         | Диего Гаспар Велес Ладрон де Гевара и Линь (ок. 1650—1725) | ? — ?                                       |
| IV                                          | Мельчора Велес де Гевара и Линь (? — 1727)                 | ? — ?                                       |
| V                                           | Хосе Мария де Гусман и Велес де Гевара (1709—1781)         | ? — ?                                       |
| VI                                          | Диего Вентура де Гусман и Фернандес де Кордова (1730—1805) | ? — ?                                       |
| VII                                         | Диего Исидро де Гусман и де ла Серда (1776—1849)           | ? — ?                                       |
| VIII                                        | Мария дель Пилар де Гусман и де ла Серда (1811—1901)       | ? — ?                                       |
| IX                                          | Луис де Забала и Гусман (1853—1915)                        | ? — ?                                       |
| X                                           | Хуан Баутиста де Травеседо и Гарсия-Санчо (1890—1965)      | ? — ?                                       |
| XI                                          | Хуан Травеседо и Мартинес де лас Ривас (1923—1996)         | ? — ?                                       |
| XII                                         | Хосе Мария Травеседо и Мартинес де лас Ривас (1924—1993)   | ? — ?                                       |
| XIII                                        | Хуан де Травеседо и Колон де Карвахаль (1949—2003)         | ? — ?                                       |
| XIV                                         | Камило де Травеседо и Хулия                                | 2003 — настоящее время                      |

## История графов де Кампо-Реаль
- Бельтран Велес де Гевара и Гевара (? — 1652), 1-й граф де Кампо-Реаль, вице-король Сардинии. Сын Иньиго Велеса Ладрона де Гевары и Тассиса и Каталины Велес де Гевары и Орбеа, 5-й графини де Оньяте (? — 1607)

1. Супруга — Каталина Веелс Ладрон де Гевара и Манрике де Лара, 9-я графиня де Оньяте (1620—1684), дочь Иньиго «Эль-Мосо» Велеса Ладрона де Гевары и Гевары, 8-го графа де Оньяте, и Антонии Манрике де Лары и де ла Серды, 11-й графини де Кастаньеда

- Иньиго Мануэль Велес Ладрон де Гевара Тассис (1642—1699), 2-й граф де Кампо-Реаль, 10-й граф де Оньяте, 1-й маркиз де Гевара, 5-й граф де Вильямедиана, 1-й маркиз де Гевара, сын предыдущего

1. Супруга — Клара Луиза де Линь (? — 1684), дочь Клода Ламораля, 3-го князя де Линь, и Клары Марии ван Нассау-Зиген

- Диего Гаспар Велес Ладрон де Гевара и Линь (1650—1725), 3-я графиня де Кампо-Реаль, 11-й граф де Оньяте, 2-й маркиз де Гевара. Сын предыдущего

1. Супруга — Мария Николаса де ла Серда и Арагон, дочь Хуана Франсиско де ла Серды Энрикес де Риберы, 8-го герцога де Мединасели, и Каталины Антонии дк Арагон и Сандоваль, 9-го герцога де Сегорбе

- Мельчора де ла Тринидад Велес Ладро де Гевара и Линь (? — 1727), 4-я графиня де Кампо-Реаль, 3-я маркиза де Гевара, 12-я графиня де Оньяте, 3-я маркиза де Гевара, сестра предыдущего

1. Супруг — Себастьян де Гусман и Спинола (1683—1757), 5-й маркиз де Монтеалегре

- Хосе Мария де Гусман и Велес де Гевара[исп.] (1709—1781), 5-й граф де Кампо-Реаль, 12-й граф де Оньяте, 6-й маркиз де Монтеалегре, 7-й граф де Вильямедиана, 7-й граф де Кастронуэво, 7-й маркиз де Гевара, сын предыдущего

1. Супруга — Мария Феличе Фернандес де Кордова Спинола и де ла Серда (1705—1748), дочь Николаса Фернандеса де Кордовы и де ла Серды, 10-го герцога де Мединасели, и Херонимы Марии Спинолы де ла Серды
2. Супруга — Буэнавентура Франсиска Фернандес де Кордова и де Арагон (1712—1768), 11-я герцогиня де Сесса, дочь Франсиско Хавьера Фернандеса де Кордовы и Арагон, 13-го графа де Кабра, и Терезы Фернандес де Кордовы

- Диего Вентура де Гусман и Фернандес де Кордова[исп.] (1730—1805), 6-й граф де Кампо-Реаль, 7-й маркиз де Монтеалегре, 17-й маркиз де Агилар-де-Кампоо, 8-й маркиз де Кинтана-дель-Марко, 5-й маркиз де Гевара, 13-й граф де Оньяте, 8-й граф де лос Аркос, граф де Кастаньеда, сын предыдущего от первого брака

1. Супруга — Мария Исидра де ла Крус де ла Серда и де Гусман (1742—1811), 19-я герцогиня де Нахера, дочь Исидро Мануэля де ла Серды и Телье-Хирона, 5-го маркиза де Камеро-Вьехо, и Терезы Марии Клары де Гусман и Гевара.

- Диего Исидро де Гусман и де ла Серда[исп.] (1776—1849), 7-й граф де Кампо-Реаль, 20-й герцог де Нахера, 8-й маркиз де Монтеалегре, 9-й маркиз де Кинтана-дель-Марко, 18-й маркиз де Агилар-де-Кампоо, 17-й граф де тревиньо, 15-й граф де Паредес-де-Нава и др. Сын предыдущего

1. Супруга — Мария дель Пилар де ла Серда и Марин де Ресенде (1777—1812), дочь Хосе Марии де ла Серды и Сернесио, 5-го графа де Парсент, и Марии дель Кармен Антонии Марин де Ресенде Фернандес де Эредия, 5-й графини де Бурета.
2. Супруга — Мария Магдалена Текла Кабальеро и Террерос (1790—1865), дочь Хуана Фернандо Кабальеро и Хулианы де Террерос.

- Мария дель Пилар де Гусман и де ла Серда (1811—1901), 8-я графиня де Кампо-Реаль, 24-я герцогиня де Нахера, 18-я графиня де Оньяте, 8-я маркиза де Гевара, 12-я маркиза де Монтеалегре, 12-я маркиза де Кинтана-дель-Марко, 19-я графиня де Тревиньо, дочь предыдущего от первого брака.

1. Супруг — Хуан Эвангелиста Пабло Рафаэль де Забала и де ла Пуэнте (1804—1879), маркиз де Сьерра-Бульонес, 3-й маркиз де ла Пуэнте и Сотомайор, 5-й маркиз де Торребланка и 6-й граф де Вильясеньор.

- Луис де Забала и Гусман (1853—1915), 9-й граф де Кампо-Реаль, 14-й маркиз де Монтеалегре, 20-й граф де Оньяте, 18-й граф де Паредес-де-Нава, 9-й граф де Кастаньеда, сын предыдущей.

1. Супруга — Гильермина Эредия Баррон (брак бездетен).

- Хуан Баутиста Травеседо и Гарсия-Санчо (1890—1965), 10-й граф де Кампо-Реаль, 23-й граф де Тревиньо, 28-й герцог де Нахера, 22-й граф де Оньяте, 19-й маркиз де Кинтана-дель-Марко, 8-й маркиз де Торребланка, сын Марии дель Пилар Гарсии-Санчо и Забалы (1864—1916), 27-й герцогини де Нахера, 12-й маркизы де Агилар-де-Кампоо, и Леопольдо Травеседо и Фернандес-Касарьего. Внук Марии дель Пилар де Забала и Гусман (1840—1915), 26-й герцогини де Нахера, и Вентуры Гарсии-Санчо и Ибаррондо (1837—1914), 1-го графа де Консуэгра.

1. Супруга — Мария дель Кармен Мартинес де ла Ривас и Ричардсон (1899 — ?), дочь Мигеля Хосе мартина Мартинеса де Лехарса и де ла Риваса, 4-го маркиза де Мудела, и Марии Ричардсон О’Коннор

- Хуан де Травеседо и Мартинес де ла Ривас (1923—1996), 11-й граф де Кампо-Реаль, 29-й герцог де Нахера, 19-й маркиз де Кинтана-дель-Марко, 23-й граф де Паредес-де-Нава, 14-й граф де Кастронуэво, 4-й граф де консуэгра, 24-й граф де Тревиньо, 25-й граф де Оньяте, сын предыдущего. Не женат и бездетен.

- Хосе Мария де Травеседо и Мартинес де ла Ривас (1924—1993), 12-й граф де Кампо-Реаль, 20-й маркиз де Кинтана-дель-Марко, 23-й граф де Паредес-де-Нава, 23-й граф де Оньяте, 24-й граф де Тревиньо, 18-й граф де Кастронуэво, 4-й граф де Консуэгра, младший брат предыдущего.

1. Супруга — Мария Эулалия Колон де Карвахаль и Марото (род. 1924), дочь Рамона Колона де Карвахаля и Уртадо де Мендосы, 16-го герцога де Верагуа, и Марии Эулалии Марото и Перес дель Пульгар.

- Хуан Травеседо и Колон де Карвахаль (1949—2003), 13-й граф де Кампо-Реаль, 30-й герцог де Нахера, 19-й граф де Кастронуэво, 5-й граф де Консуэгра, 24-й граф де Паредес-де-Нава, сын предыдущего.

1. Супруга — Анна Мария Хулия и Диес де Ривера. Его сменил его сын:

- Камило Травеседо и Хулия, 14-й граф де Кампо-Реаль и 28-й граф де Оньяте.